# كريكور أوغسطينوس كوسا
كريكور أوغسطينوس كوسا (حلب، 17 يونيو 1953 -)، أسقف أبرشية الإسكندرية للأرمن الكاثوليك في مصر.

## حياته
تم رسامة كريكور أوغسطينوس كوسا كاهنًا في 24 ديسمبر 1980 في حلب. في 9 سبتمبر 2003 تم تعيينه أسقف الإسكندرية للأرمن ، وأكد الكرسي الرسولي هذا التعيين في 7 يناير 2003.
كرسه بطريرك كيليكيا ، نرسيس بدروس التاسع عشر، في 9 مايو 2004 أسقفًا ، بمشاركة المطران بول كوسا (بغداد) وبطرس المراياتي (حلب) . تم حفل التنصيب في 20 مايو 2004. كما أصبح مطراناً على أبرشية الإسكندرية لطائفة الأرمن الكاثوليك سنة 2006، ومُنح الجنسية المصرية بقرار من الرئيس حسني مبارك.
كما شغل منصب رئيس البطريركية في القدس وعمان من 25 نوفمبر 2015 إلى 10 مايو 2019.

## اجتماعات خاصة لسينودس الأساقفة
حضر المطران كوسا سينودس أساقفة إفريقيا وسينودس أساقفة الشرق الأوسط في روما.

### سينودس افريقيا 2009
في بيان له خلال الجمعيّة الخاصّة الثانية من أجل إفريقيا ، علق المطران كوسا على الإبادة الجماعية للأرمن وقال أننا نتذكر المليون ونصف المليون شخص الذين قتلوا على يد العثمانيين عام 1915 وندعو إلى العفو عن العدو. وفي الوقت نفسه ذكّر بحقوق الأرمن ورحب بالتقارب بين أرمينيا وتركيا. وناشد المسؤولين دعم هذا التقارب والتقدم. 

### سينودس الشرق الأوسط 2010
في خطابه  ، أشار كوسا إلى رسالة بولس إلى أهل رومية ، التي كتب فيها: «بهيجة في الرجاء ، وصبر في الضيقة ، ومثابر في الصلاة». (12.12 الاتحاد الأوروبي) وقال ان كلمات بولس موجهة وتنطبق علي مسيحيي الشرق الأوسط. في الختام ، طلب من المسيحيين في القدس ألا يعيشوا في عزلة في الكهوف أو الأنفاق ، لكن عليهم أن يروا بوضوح ما يفعلونه بغض النظر عن دينهم أو ثقافتهم. لذلك فهو يتوقع أن يتم دعم هذا السينودس على هذا الأمل.